# Мигаївська сільська рада
Мигаї́вська сільська́ ра́да — колишня адміністративно-територіальна одиниця та орган місцевого самоврядування в Великомихайлівському районі Одеської області. Адміністративний центр — село Мигаї.
Дата ліквідації — 22 грудня 2019 року. Населені пункти були підпорядковані Новоборисівській сільській громаді.

## Історія
Сільська рада утворена в 1945 році.
1 лютого 1945 р. Вербанівську сільраду, відповідно до назви її центру, перейменували на Мигаївську.
У 1962 році Мигаївська сільська рада Великомихайлівського району увійшла до складу Роздільнянського.
В 1965 році сільрада була передана зі складу Роздільнянського району до Великомихайлівського.

## Загальні відомості
- Територія ради: 69,54 км²
- Населення ради: 1 003 осіб (станом на 2001 рік)

## Населені пункти
Сільській раді були підпорядковані населені пункти:
- с. Мигаї
- с. Залізничне
- с-ще Мигаєве
- с. Три Криниці

## Населення
Згідно з переписом 1989 року населення сільської ради становило 1040 осіб, з яких 475 чоловіків та 565 жінок.
За переписом населення 2001 року в сільській раді мешкало 998 осіб.

### Мова
Розподіл населення за рідною мовою за даними перепису 2001 року:
| Мова       | Відсоток |
| ---------- | -------- |
| українська | 85,94 %  |
| російська  | 4,79 %   |
| молдовська | 3,89 %   |
| болгарська | 2,49 %   |
| білоруська | 2,09 %   |
| гагаузька  | 0,4 %    |

## Склад ради
Рада складалася з 12 депутатів та голови.
- Голова ради: Татарли Інна Олександрівна
- Секретар ради: Тарута Наталія Григорівна

### Керівний склад попередніх скликань
| Прізвище, ім'я, по батькові | Основні відомості                                                 | Дата обрання | Дата звільнення |
| --------------------------- | ----------------------------------------------------------------- | ------------ | --------------- |
| Теріце Олександр Іванович   | Сільський голова, 1961 року народження, безпартійний              | 26.03.2006   | 31.10.2010      |
| Татарли Інна Олександрівна  | Сільський голова, 1986 року народження, освіта вища, позапартійна | 31.10.2010   |                 |

Примітка: таблиця складена за даними сайту Верховної Ради України

### Депутати
За результатами місцевих виборів 2010 року депутатами ради стали:

#### За суб'єктами висування
| Суб'єкт висування           | Кількість обраних депутатів | %    |
| --------------------------- | --------------------------- | ---- |
| Партія регіонів             | 10                          | 83,3 |
| Комуністична партія України | 1                           | 8,3  |
| Самовисування               | 1                           | 8,3  |

#### За округами
| № округу                    | Прізвище, ім'я, по батькові    | Дата визнання обраним | Освіта  | Партійна приналежність            | Відомості про обраного депутата                |
| --------------------------- | ------------------------------ | --------------------- | ------- | --------------------------------- | ---------------------------------------------- |
| Комуністична партія України |                                |                       |         |                                   |                                                |
| 7                           | Прокопов Олександр Дмитрович   | 03.11.2010            | середня | член Комуністичної партії України | тимчасово не працює                            |
| Партія регіонів             |                                |                       |         |                                   |                                                |
| 1                           | Ройман Галина Петрівна         | 03.11.2010            | середня | член Партії регіонів              | тимчасово не працює                            |
| 2                           | Кундрик Миклош Ласлович        | 03.11.2010            | середня | член Партії регіонів              | Мигаївська загальноосвітня школа, директор     |
| 3                           | Тарута Наталія Григорівна      | 03.11.2010            | середня | член Партії регіонів              | Мигаївська сільська рада, секретар             |
| 5                           | Креч Валерій Вікторович        | 03.11.2010            | середня | член Партії регіонів              | промисловий ринок «7-й км» м. Одеса, охоронець |
| 6                           | Порошенко Галина Іванівна      | 03.11.2010            | середня | член Партії регіонів              | тимчасово не працює                            |
| 8                           | Байдан Сергій Володимирович    | 03.11.2010            | середня | член Партії регіонів              | тимчасово не працює                            |
| 9                           | Греков Анатолій Іванович       | 03.11.2010            | середня | член Партії регіонів              | тимчасово не працює                            |
| 10                          | Дмитрієв Олександр Миколайович | 03.11.2010            | середня | член Партії регіонів              | тимчасово не працює                            |
| 11                          | Усатов Олександр Іванович      | 03.11.2010            | середня | член Партії регіонів              | приватний підприємець                          |
| 12                          | Демидова Тамара Олексіївна     | 03.11.2010            | середня | член Партії регіонів              | пенсіонер                                      |
| Самовисування               |                                |                       |         |                                   |                                                |
| 4                           | Дрогаль Тетяна Миколаївна      | 03.11.2010            | вища    | позапартійна                      | пенсіонер                                      |